# Banks Springs
Banks Springs est une census-designated place de la paroisse de Caldwell, en Louisiane, aux États-Unis. 